# Félix Boix
Félix Boix y Merino (Barcelona, 26 de mayo de 1858-Madrid, 11 de mayo de 1932) fue un ingeniero de Caminos español. Llegó a ser director general de la Compañía de los Caminos de Hierro del Norte de España, entre 1908 y 1932. 

## Biografía
Nacido en Barcelona en 1858, fue hijo del ingeniero Elzeario Boix y hermano del arquitecto Emilio Boix y Merino. 
Consiguió el título de ingeniero de Caminos en 1881. En 1893 ingresó en la Compañía de los Ferrocarriles de Madrid a Cáceres y Portugal (MCP), para pasar en 1904 a la Compañía de los Caminos de Hierro del Norte de España de la que ese mismo año fue nombrado director adjunto y cuatro años más tarde, en 1908, director. Durante estos años contó con la estrecha colaboración de Enrique Grasset y José Moreno Osorio, directores adjuntos. Ocuparía este cargo hasta su fallecimiento el 11 de mayo de 1932 en Madrid, exceptuando un periodo entre 1918 y 1919 en el que ejerció de director del Canal de Isabel II.
Aparte de su faceta profesional se ha destacado su interés por el arte y el coleccionismo, llegando a ejercer de crítico artístico. Ingresó en la Real Academia de Bellas Artes de San Fernando el 8 de noviembre de 1925.